# NBC 스포츠

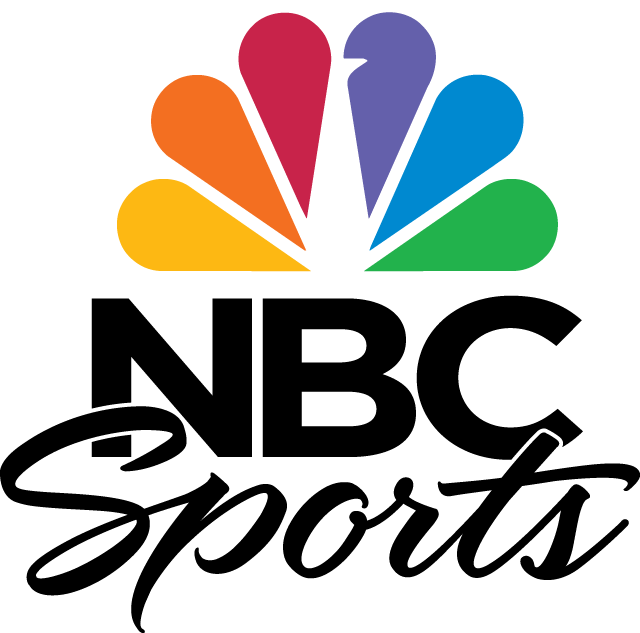
NBC 로고

NBC 스포츠(NBC Sports)는 NBC의 스포츠 프로그램 담당 부서로, 올림픽 같은 국제대회부터, NFL, NASCAR 등등 다양한 일련의 스포츠를 중계한다.